# ووووسکووولا
ووووسکووولا (به لاتین: Wołoskowola) یک روستا در لهستان است که در گمینا ستار بروس واقع شده‌است.